# Corey J. Martin

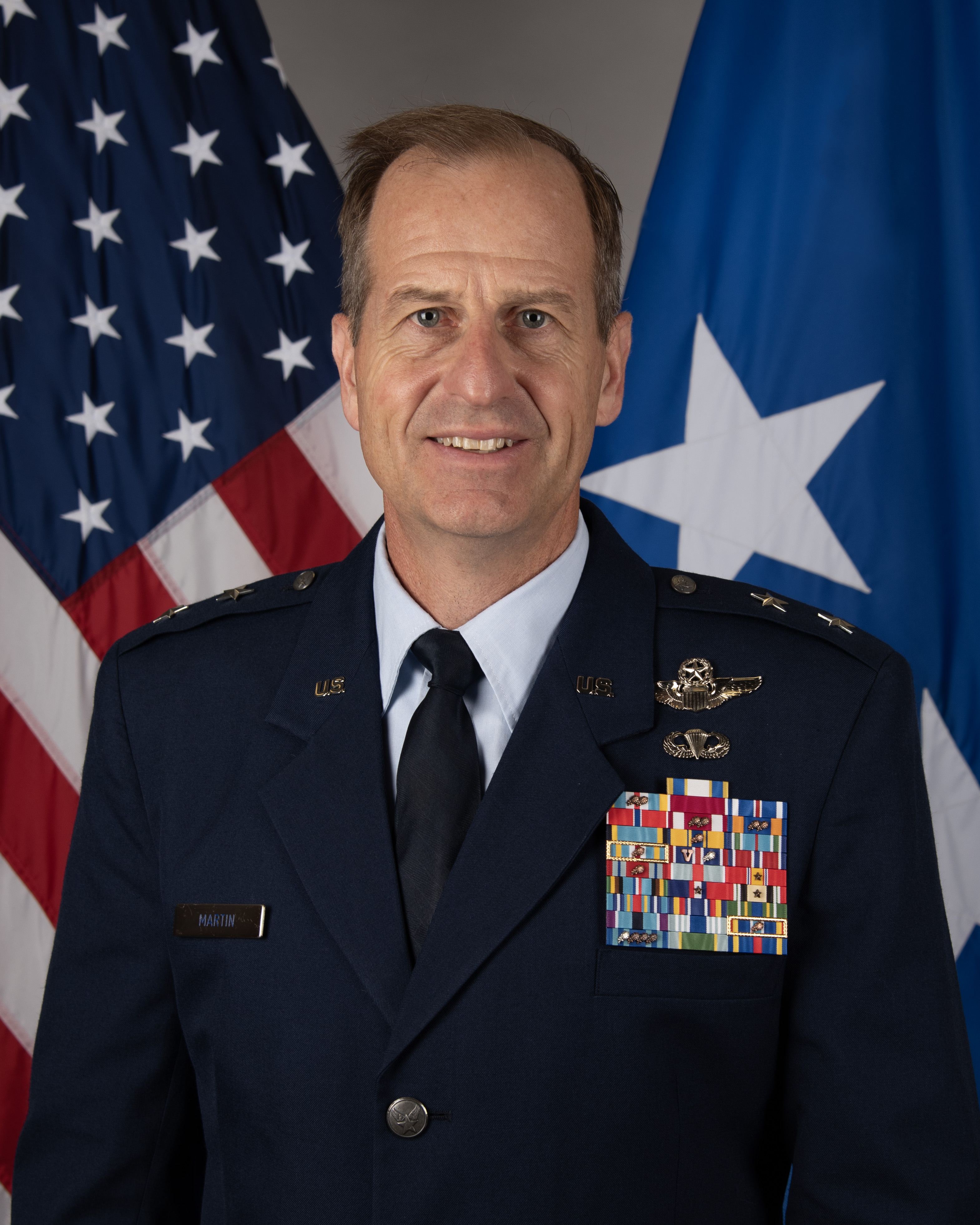
Corey J. Martin (2024)

Corey Jay Martin (* um 1969) ist ein pensionierter Generalmajor der United States Air Force. Er war unter anderem Kommandeur der 18. Luftflotte.
Im Jahr 1991 absolvierte er die United States Air Force Academy in Colorado Springs. Nach seiner Graduation wurde er als Leutnant in das Offizierskorps der Air Force aufgenommen. In der Folge durchlief er alle Offiziersgrade vom Leutnant bis zum Zwei-Sterne-General.
Im Lauf seiner militärischen Karriere absolvierte er verschiedene Kurse und Schulungen. Dazu gehörten unter anderem eine Ausbildung zum Kampfpiloten und weitere Fortbildungskurse als Pilot neuer Flugzeugtypen; die Squadron Officer School auf der Maxwell Air Force Base in Alabama; das Air Command and Staff College, ebenfalls auf der Maxwell AFB; das Air War College über einen Fernkurs; das National War College in Fort Lesley J. McNair in Washington, D.C.; die Joint Military Attaché School; den Capstone Course for General Officers; den Generals, Flag Officers and Ambassadors Course am NATO Defense College in Rom in Italien und den Joint Flag Officer Warfighting Course auf der Maxwell AFB. Außerdem erhielt er akademische Grade von der Webster University und der University of Virginia.
In seinen frühen Jahren als Offizier der Luftwaffe war er auf verschiedenen Stützpunkten in den Vereinigten Staaten stationiert. Dabei war er als Pilot, Flugausbilder oder Stabsoffizier bei unterschiedlichen Einheiten tätig. Dazwischen absolvierte er die erwähnten Schulungen. Er nahm an Luftangriffen über dem Irak und über Afghanistan teil.
Zwischen Juni 2006 und Mai 2008 kommandierte Corey Martin auf der Charleston Air Force Base in South Carolina als Oberstleutnant die 437. Nachschubschwadron (437th Operations Support Squadron). Zwischen September 2007 und Januar 2008 war er allerdings von dieser Aufgabe entbunden. Stattdessen kommandierte er auf der Sather Air Base bei Bagdad im Irak die 447. Nachschubschwadron (447th Operations Support Squadron). Nach seinem bis Juni 2009 währenden Studium am National War College wurde Martin nach Stuttgart zum Stab des United States European Commands (EUCOM) versetzt, dem er bis zum Mai 2011 angehörte.
Seine nächste Mission führte ihn auf die Kadena Air Base in Japan. Zwischen Mai 2011 und Mai 2012 war er dort stellvertretender Kommandeur des 18. Geschwaders (18th Wing). Es folgte eine Versetzung zur Manas Air Base in Kirgisistan. Bis zum Juni 2013 kommandierte er dort das 376. Expeditionsgeschwader (376th Air Expeditionary Wing). Danach übernahm er auf der Travis Air Force Base in Kalifornien das Kommando über das 60. Geschwader (60th Air Mobility Wing), das er zwischen Juli 2013 und Februar 2015 ausübte.
Danach erfolgte seine Versetzung nach Südkorea. Dort gehörte er bis zum August 2016 dem Stab der United States Forces Korea an. Nach einer Ausbildung zum Militärattaché wurde Corey Martin an die amerikanische Botschaft in Israel versetzt, wo er zwischen Juni 2017 und Juli 2019 als solcher tätig war (Senior Defense Official and Defense Attaché, United States Embassy, Israel). Seine letzten drei Missionen fanden alle auf der Scott Air Force Base in Illinois statt. Zwischen August 2019 und Juli 2020 war er dort Leiter der Stabsabteilung für Abschreckung und nukleare Integration beim Air Mobility Command (AMC) (Director of Operations, Strategic Deterrence and Nuclear Integration, Headquarters AMC). Danach übernahm er die Leitung der Stabsabteilung für Operationen beim United States Transportation Command.
Im August 2022 übernahm er ebenfalls auf der Scott AFB als Nachfolger von Kenneth T. Bibb das Kommando über die 18. Luftflotte. Dieses Amt bekleidete er bis zum August 2024, als er von Charles D. Bolton abgelöst wurde. Anschließend schied er aus dem aktiven Militärdienst aus.
Während seiner aktiven Zeit als Militärpilot absolvierte er über 4200 Flugstunden auf verschiedenen Flugzeugtypen.

## Daten der Beförderungen
| Abzeichen | Rang               | Jahr            |
| --------- | ------------------ | --------------- |
|           | Second Lieutenant  | 29. Mai 1991    |
|           | First Lieutenant   | 29. Mai 1993    |
|           | Captain            | 29. Mai 1995    |
|           | Major              | 1. März 2002    |
|           | Lieutenant Colonel | 1. März 2006    |
|           | Colonel            | 1. Oktober 2009 |
|           | Brigadier General  | 2. Juni 2016    |
|           | Major General      | 2. August 2019  |

## Orden und Auszeichnungen
Corey Martin erhielt im Lauf seiner militärischen Laufbahn unter anderem folgende Auszeichnungen:
- Air Force Distinguished Service Medal
- Defense Superior Service Medal
- Legion of Merit
- Bronze Star Medal
- Distinguished Flying Cross
- Meritorious Service Medal
- Air Medal
- Aerial Achievement Medal
- Air and Space Commendation Medal
- Joint Service Achievement Medal